# آلفونس جیمز دو روتشیلد
آلفونس جیمز دو روچیلد (انگلیسی: Alphonse James de Rothschild; ۱ فوریهٔ ۱۸۲۷ – ۲۶ مهٔ ۱۹۰۵) سرمایه‌گذار، بانکدار، انسان‌دوست و کلکسیونر اهل فرانسه بود. وی همچنین برندهٔ جوایزی همچون لژیون دونور (فرمانده) شده‌است.